# 지리 CD
지리 CD(영어: Geely CD)는 지리 자동차에서 2009년부터 2011년까지 생산했던 쿠페 차종이다.

## 세부정보
차종인 지리 CD의 'CD'는 Chinese Dragon의 약자이다.

## 경쟁 차종
기아자동차
- 기아 포르테 쿱

현대자동차
- 현대 제네시스 쿠페

BMW
- BMW M2
- BMW M4
- BMW M6
- BMW M8